# Tasiocera bituberculata
Tasiocera bituberculata là một loài ruồi trong họ Limoniidae. Chúng phân bố ở miền Australasia.